# Auguste Roussel, de Méry
Pour les articles homonymes, voir Auguste Roussel et Roussel.
Auguste Roussel, de Méry, né en 1817 à Méry (Oise) et mort le 7 octobre 1880 à Boulogne-sur-Seine, est un poète et fabuliste français.

## Biographie
Né en 1817 à Méry (aujourd'hui Méry-la-Bataille), Auguste-Constantin Roussel est le fils de Marie-Rose Barbier et Antoine-Victor Roussel.
Sous la Seconde République, après avoir accompagné en province la troupe de la comédienne Rachel, qui en avait fait son impresario, Auguste Roussel tient une boutique de libraire-marchand d'estampes et de journaux à Paris, au no 4 de la rue Saint-Hugues.
Chantre à l'église Saint-Merri « par nécessité » mais farouchement voltairien, il publie des satires religieuses intitulées Les Sermons de mon curé.

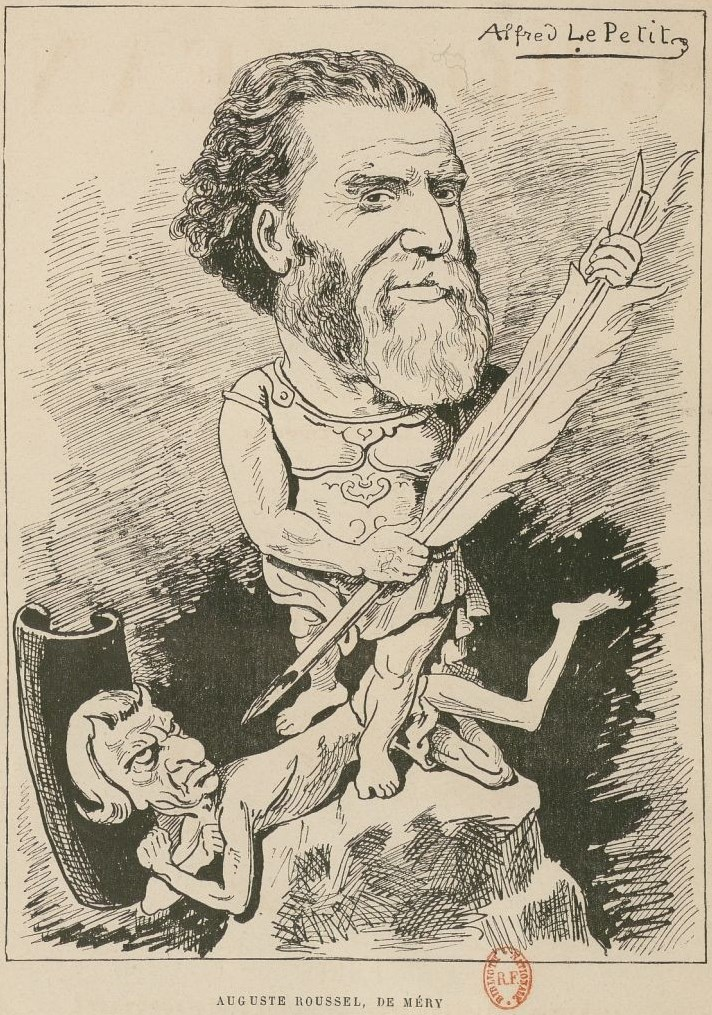
Caricature de Roussel, de Méry, en Saint-Michel, par Alfred Le Petit (1882).

En 1850, il écrit des fables publiées dans Le Tintamarre et La Voix du peuple, organe des socialistes proudhoniens. En avril de la même année, il entreprend la rédaction des Prolétariennes, une série de satires politiques et sociales, dont la première partie, intitulée L'Avenir et dédiée à Proudhon, est interprétée sur la scène du théâtre de Belleville par Jean-Pierre Noailles. Au retour de la première représentation, Roussel est arrêté par la police, qui saisit de nombreux exemplaires de la pièce.
En 1855, Roussel est le rédacteur en chef de l'hebdomadaire Cadet-Roussel. Le numéro du 8 avril contient un poème, déjà paru dans les Sermons de mon curé, qui choque les autorités. Accusé d'outrage à la morale publique et religieuse et d'outrage envers les ministres d'un culte reconnu en France, Roussel est condamné le 7 juin à une année d'emprisonnement et 500 francs d'amende, peine confirmée en appel le mois suivant. Il est ainsi incarcéré pendant un an à Sainte-Pélagie.
Entre 1863 et 1879, Auguste Roussel soumet régulièrement ses œuvres à l'Académie des jeux floraux. En 1864, l'une de ses fables, Le Moucheron voyageur obtient une Primevère. Cette fable est intégrée au recueil Les Miettes d’Ésope, édité à la fin de l'année suivante et illustré par Gavarni. Publiée dans ce même recueil, la fable Le Cygne et le canard est récompensée du prix de l’Œillet aux jeux floraux de 1866. Le même prix est décerné au conte oriental Le Calife Abdérame. Roussel obtient deux nouveaux œillets en 1868, pour le poème Le Petit Trianon et pour la fable L’Épée et le soc puis, en 1869, deux autres œillets pour l'apologue La Parade et la fable Le Loup et les oiseaux, et enfin une nouvelle primevère en 1870 pour l'apologue Le Suffrage universel chez les animaux.
Poète satirique anticlérical, Roussel compte naturellement parmi ses bêtes noires le journal catholique L'Univers. Or, quand ce dernier reparaît en 1867, il compte parmi ses nouveaux collaborateurs le jeune Auguste Roussel (d) (1844-1910). Ne voulant pas être confondu avec cet homonyme, le fabuliste ajoute dès 1868 « de Méry » à son patronyme, en faisant précéder d'une virgule cette allusion à sa commune natale, afin de ne pas donner l'impression de s'attribuer une particule d'apparence nobiliaire contraire à ses convictions républicaines.
Pendant les deux sièges de Paris de 1870-1871 (celui conduit par les Allemands puis celui mené par les Versaillais), Roussel lit ses vers lors de spectacles organisés au profit des victimes. Le 11 mai, son Lion surpris connaît ainsi beaucoup de succès auprès des communards au cours d'une soirée de concerts aux Tuileries. L'un de ses poèmes écrit sous la Commune, Les Modérés, prend clairement parti contre les Versaillais.
En 1874, il compose une ode intitulée L’Évasion à propos de l'évasion du maréchal Bazaine. Cette œuvre remporte le prix de poésie au concours académique de Boulogne-sur-Mer. Le 31 juillet 1875, l'actrice Élise Duguéret dit une poésie de Roussel, Le Doigt de Dieu, lors d'une soirée au profit des inondés du Midi. En 1877, Roussel collabore à l'éphémère revue républicaine montpelliéraine L'Idée moderne.

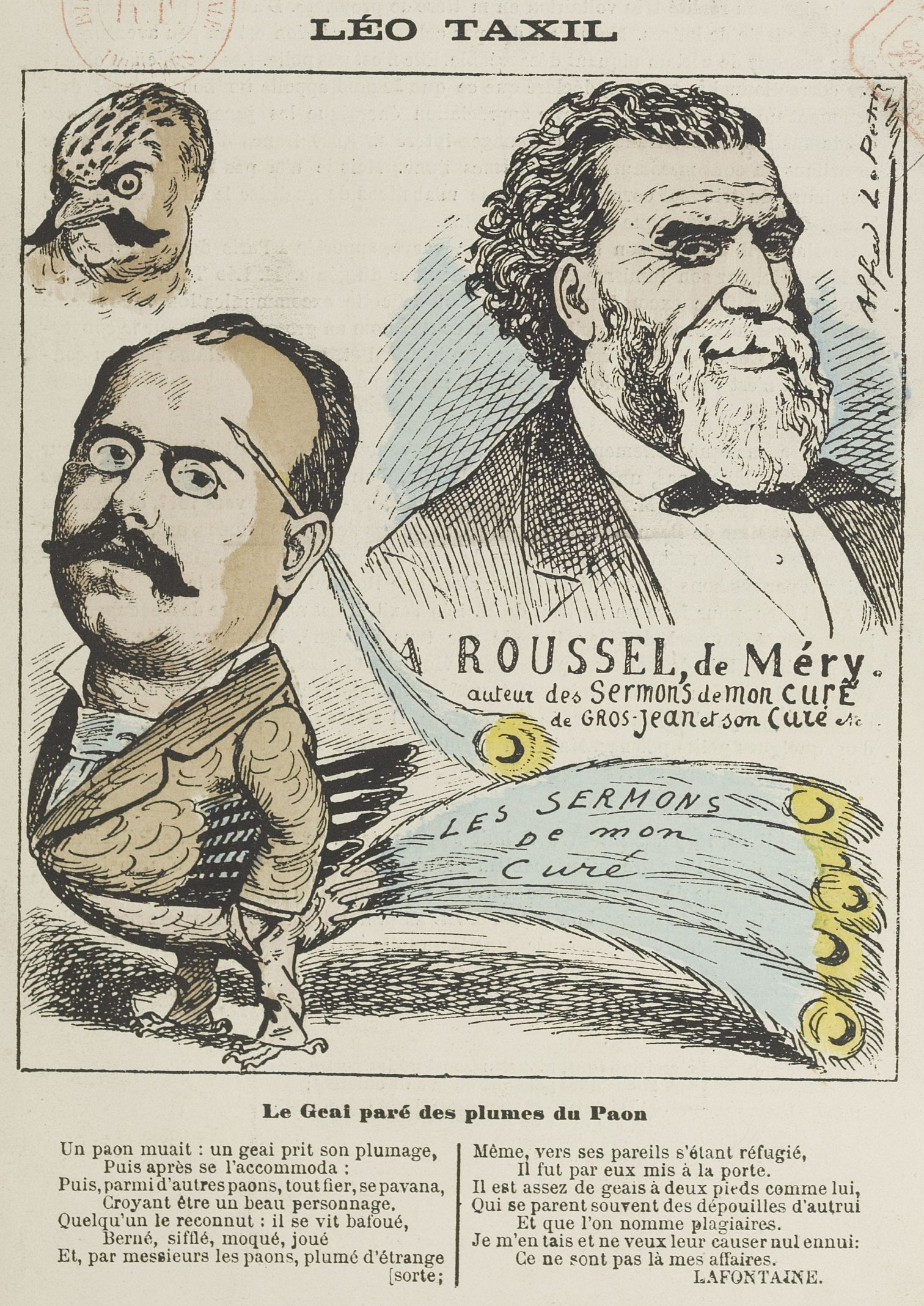
Le Geai paré des plumes du paon, caricature de Léo Taxil par Le Petit à propos de l'affaire de plagiat des Sermons (Les Contemporains, no 27, 1880).

En 1880, le pamphlétaire Léo Taxil, alors spécialisé dans les publications anticléricales, publie une nouvelle édition des Sermons de mon curé sans l'autorisation de Roussel, qui s'en plaint dans une lettre au Rappel. Taxil argue de sa bonne foi en déclarant qu'il pensait avoir entre les mains un « péché de jeunesse » du Roussel de L'Univers.
Pauvre et relativement oublié, Roussel meurt le 7 octobre 1880 à son domicile du no 30 de la Grande-Rue, à Boulogne-sur-Seine. Le surlendemain, lors de l'enterrement civil, le deuil est conduit par la compagne de défunt, aux côtés du caricaturiste Alfred Le Petit. Celui-ci dessinera bientôt de nombreuses illustrations pour la 16e édition de Gros-Jean et son curé, une autre œuvre anticléricale de Roussel.
Amis de Roussel devenus ses ayants droit, Émile de Beauvais et son épouse attaquent Léo Taxil en justice au sujet de la contrefaçon des Sermons de mon curé. Le 23 avril 1881, à l'issue d'un procès au cours duquel Savinien Lapointe a témoigné en louant le talent du poète défunt, Taxil est condamné à verser 1000 francs d'amende et 2000 francs de dommages-intérêts. La peine est confirmée et alourdie en appel, mais Taxil et Émile de Beauvais finissent par s'entendre, ce qui permet à la Librairie anticléricale de Taxil de publier une nouvelle édition des Sermons ainsi que la 16e édition de Gros-Jean et son curé.

## Principales œuvres publiées
- Mlle Rachel et sa troupe en province, satires, Paris, Lévy frères, 1849, 47 p.
- Les Sermons de mon curé, satires dédiées à MM. les curés, Paris, s.d. [1849], 160 p.
- Les Prolétariennes : L'Avenir, au citoyen P.-J. Proudhon, Paris, 1850, 8 p.
- Cadet-Roussel embêtant Nicolas (l'empereur), Paris, 1854, 16 p. (consultable sur Gallica).
- La Comédie scandaleuse, satire en 5 actes et en vers, précédée d'une réponse de l'auteur à une lettre de Georges [sic] Sand, Paris, Nolet, 1855, 85 p.
- Le Jeu de paume, satire, Paris, 1860, 20 p.
- Gros-Jean, poème en six chants (première édition de Gros-Jean et son curé), Bruxelles, Lacroix, Verboeckhoven et Cie, 1864, 324 p.
- Les Miettes d'Ésope, fables (dessins de Gavarni), Paris, Furne, Jouvet et Cie, 1865, 284 p. (consultable sur Gallica).
- Les Embellissements de Paris, [suivis de] Le Petit Trianon, poème descriptif, Paris, 1868, 37 p. (consultable sur Gallica).
- Le Lion surpris (28 janvier 1871), Paris, 1871, 4 p.
- Les Modérés, Paris, 1871, 4 p.
- Le Doigt de Dieu, Paris, 1875, 7 p.
- L'Évasion, ode, Paris, 1875, 8 p.
- Les Gauloises, chants patriotiques et populaires, Paris, 1876, 240 p. (consultable sur Gallica).
- Gros-Jean et son curé (16e édition, illustrée par Alfred Le Petit), Paris, Librairie anticléricale/Librairie populaire, 1882, 311 p. (consultable en ligne sur Gallica).